# Rahel Frey
Rahel Frey (* 23. Februar 1986 in Niederbipp) ist eine Schweizer Automobilrennfahrerin. Sie ist die erste Frau, die ein Rennen im Deutschen Formel-3-Cup gewann. Von der FIA ist sie aktuell als Silber-Fahrerin gelistet.

## Karriere
Rahel Frey begann ihre Motorsportkarriere 1998 im Kartsport. Bis 2004 startete sie in verschiedenen Schweizer Kart-Meisterschaften. Ihre beste Saisonplatzierung erreichte sie 1999 mit dem dritten Platz in der Schweizer Kart-Mini-Meisterschaft.

### Formelsport
Parallel zu Schweizer Kart-ICA-Junior-Meisterschaft trat sie 2004 in der Renault Speed Trophy der Schweizer Formel Renault an und wurde Vierte zum Saisonende. Im folgenden Jahr fuhr sie mit einem Tatuus FR2000 eine Saison in der Schweizer Formel Renault 2.0, in der sie den dritten Platz erreichte, sowie einige Rennen in der Deutschen Formel Renault 2.0.
Zur Saison 2006 wechselte sie zum Team Jenzer Motorsport, mit dem Team sie in der italienischen Formel Renault 2.0 startete und 18. im Gesamtklassement wurde. Parallel fuhr sie im Formel Renault 2.0 Eurocup und erreichte den 21. Rang in der Gesamtwertung. 2007 trat sie mit dem Team in der Internationalen Formel Master an und belegte zum Jahresende den 17. Platz.
In den Jahren 2008 und 2009 fuhr sie mit einem Dallara F307 im Deutschen Formel-3-Cup. Die erste Saison bestritt sie zusammen mit dem Team Van Amersfoort Racing, die zweite Saison mit dem Team Jo Zeller Racing. Ihr bestes Ergebnis in dieser Serie erreichte sie 2009 mit einem Sieg in einem Rennen und dem siebten Rang in der Gesamtwertung.

### Tourenwagen- und GT-Sport
Zur Saison 2010 ging Frey zum Team Matech Competition und stieg in den GT-Sport ein. Mit dem Team fuhr sie einen Ford GT GT1 in einigen Rennen der FIA-GT1-Weltmeisterschaft und in der LMGT1-Wertung der Le Mans Series. Parallel fuhr sie im selben Jahr zwei Rennen im Volkswagen-Markenpokal Volkswagen Scirocco R-Cup.
Sie trat 2011 und 2012 in der DTM an. Im ersten Jahr fuhr sie für das Audi Sport Team Phoenix einen Audi A4 DTM 2008 und ein Jahr später für das Audi Sport Team Abt einen Audi A5 DTM 2012. Ihre beste Rennplatzierung erreichte sie 2012 mit dem siebten Platz beim Rennen in Valencia. In der Gesamtwertung war der 19. Rang 2012 ihre beste Platzierung in der Rennserie.
Zur Saison 2013 wechselte sie zum ADAC GT Masters. In dieser Serie startete sie jedes Jahr bis 2018 und nach einer Unterbrechung im 2019 wieder 2020. In ihrem ersten Jahr fuhr sie für das Team Prosperia C. Abt Racing einen Audi R8 LMS ultra. 2014 ging sie zu YACO Racing und blieb beim Team bis 2018. Dort fuhr sie ebenfalls einen Audi R8 LMS ultra und ab 2016 das Nachfolgemodell Audi R8 LMS GT3. 2020 trat sie für Aust Motorsport mit einem Audi R8 LMS GT3 Evo an. Beim Rennen auf dem Hockenheimring 2015 und 2016 in Zandvoort gewann sie zusammen mit Philip Geipel jeweils ein Rennen und erzielte ihre besten Rennergebnisse in dieser Rennserie. Ihr bestes Saisonergebnis war der neunte Platz 2016.
Frey ging 2013 und 2014 mit einem Audi R8 LMS ultra in der Blancpain Endurance Series im Pro Cup an den Start. Die erste Saison startete sie mit dem Belgian Audi Club Team WRT und die zweite Saison bestritt sie mit dem Team Audi Race Experience.
Von 2013 bis 2020 – mit Ausnahme der beiden Jahre 2015 und 2016 – fuhr sie in der VLN Langstreckenmeisterschaft Nürburgring (VLN), bzw. in der Nachfolgerennserie Nürburgring Langstrecken-Serie (NLS). Dort startete sie stets mit einem Audi R8 LMS. Ihre beste Gesamtwertung, den 19. Platz, erzielte sie 2020.
2018 und 2019 trat sie in verschiedenen GT-Rennserien in Asien an. 2018 fuhr sie in der GT3-Wertung der GT Asia und ein Jahr später in der Blancpain GT World Challenge Asia mit einem Audi R8 LMS GT3 Evo.
In Europa ging sie 2019 und 2020 mit einem Ferrari 488 GTE Evo in der European Le Mans Series an den Start. 2019 erreichte sie mit Kessel Racing den vierten Rang und 2020 mit dem Team Iron Lynx den fünften Platz in der GTE-Wertung.
Daneben startete sie in verschiedenen Audi-Markenmeisterschaften. Von 2013 bis 2016 fuhr sie für das Castrol Racing Team im Audi R8 LMS Cup China. Ihre beste Wertung war 2014 der dritte Platz. 2015 hatte sie einen Gaststart im Audi Sport TT Cup. 2018 und 2019 trat sie mit einem Audi R8 LMS GT4 im Audi Sport Seyffarth R8 LMS Cup und belegte 2019 den sechsten Rang in der Gesamtwertung.

### Langstreckenrennen

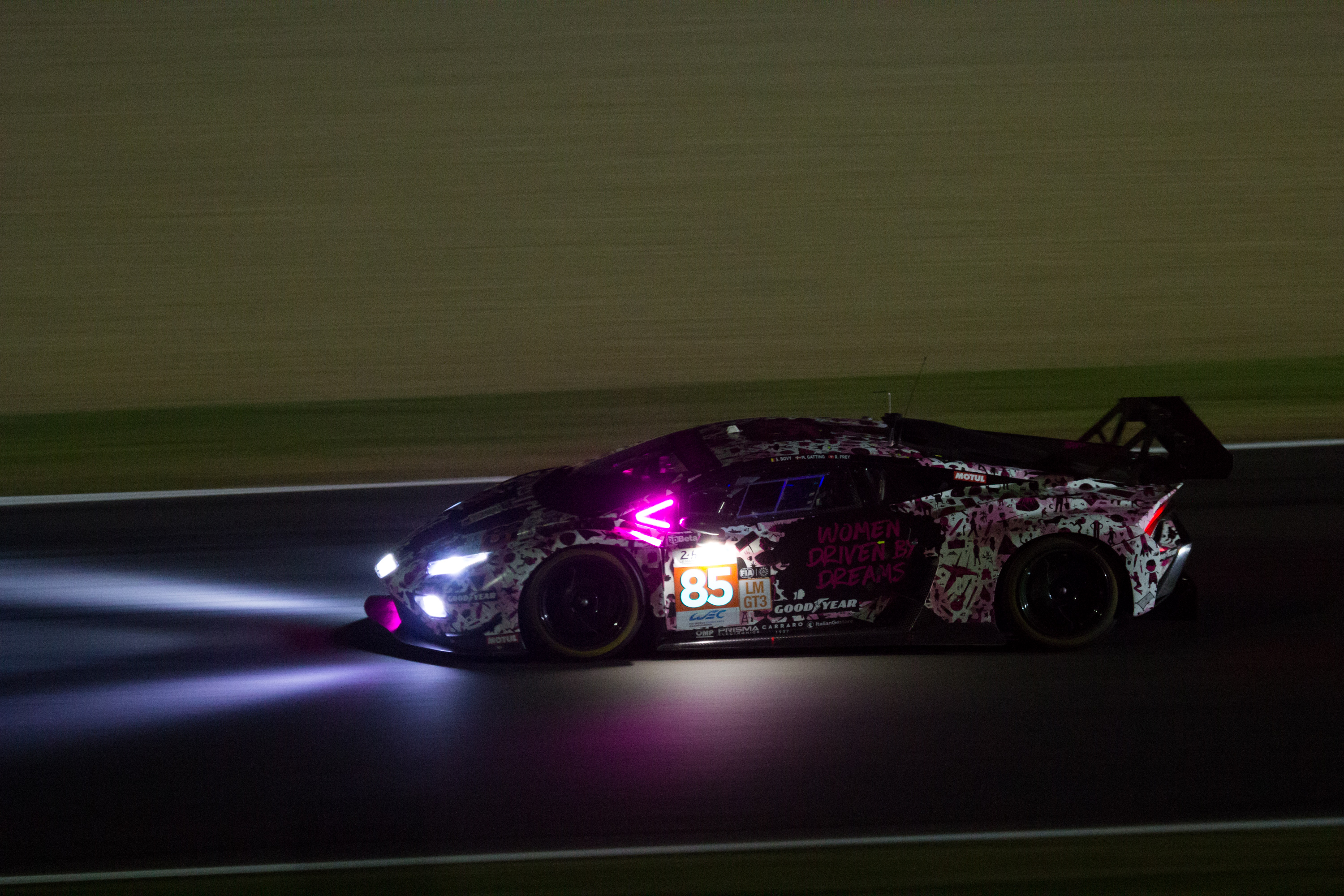
Der von Rahel Frey gefahrene Lamborghini Huracán GT3 Evo 2 2024 in der Nacht von Le Mans

Rahel Frey startete in ihrer Laufbahn mehrmals in 24-Stunden-Langstreckenrennen. Sieben Mal ging sie bisher beim 24-Stunden-Rennen von Le Mans an den Start. 2010 fuhr sie dort einen Ford GT GT1 und in den Jahren 2019 und 2020 pilotierte sie mit den Teams Kessel Racing und Iron Lynx einen Ferrari 488 GTE in der GTE-AM-Wertung. Ihre beste Platzierung erreichte sie 2020 mit dem 34. Gesamtrang.
Beim 24-Stunden-Rennen auf dem Nürburgring trat sie von 2013 bis 2020 an. Ihre beste Platzierung bei diesem Langstreckenrennen erreichte sie 2019 auf einem Audi R8 LMS BE mit dem Team Giti Tire Motorsport by RaceIng. In der SP8-Klasse gewann sie die Klassenwertung und wurde 19. in der Gesamtwertung.
2017 und 2020 startete sie mit einem Audi R8 LMS in der 24H Series. 2017 trat sie mit Car Collection Motorsport in der A6-Klasse an und 2020 mit dem Team Heide-Motorsport in der GT4-Klasse und wurde 11. in der Wertung.
Mit Phoenix Racing fuhr sie 2014 einen Audi R8 LMS ultra beim 12-Stunden-Rennen von Bathurst und wurde Fünfte. 2018 trat sie für Kessel Racing mit einem Ferrari 488 GT3 beim 12-Stunden-Rennen von Abu Dhabi an und wurde Zweite.
2020 ging sie mit einem Lamborghini Huracán GT3 Evo im Rahmen der IMSA WeatherTech SportsCar Championship beim 24-Stunden-Rennen von Daytona an den Start.

## Statistik

### Le-Mans-Ergebnisse
| Jahr | Team               | Fahrzeug                      | Teamkollege      | Teamkollege      | Platzierung | Ausfallsgrund |
| ---- | ------------------ | ----------------------------- | ---------------- | ---------------- | ----------- | ------------- |
| 2010 | Matech Competition | Ford GT1                      | Natacha Gachnang | Cyndie Allemann  | Ausfall     | Wagenbrand    |
| 2019 | Kessel Racing      | Ferrari 488 GTE               | Manuela Gostner  | Michelle Gatting | Rang 39     |               |
| 2020 | Iron Lynx          | Ferrari 488 GTE Evo           | Manuela Gostner  | Michelle Gatting | Rang 34     |               |
| 2021 | Iron Lynx          | Ferrari 488 GTE Evo           | Sarah Bovy       | Michelle Gatting | Rang 36     |               |
| 2022 | Iron Dames         | Ferrari 488 GTE Evo           | Sarah Bovy       | Michelle Gatting | Rang 40     |               |
| 2023 | Iron Dames         | Porsche 911 RSR-19            | Sarah Bovy       | Michelle Gatting | Rang 30     |               |
| 2024 | Iron Dames         | Lamborghini Huracán GT3 Evo 2 | Sarah Bovy       | Michelle Gatting | Rang 32     |               |
| 2025 | Iron Dames         | Porsche 911 GT3 R LMGT3       | Sarah Bovy       | Célia Martin     | Rang 48     |               |

### Sebring-Ergebnisse
| Jahr | Team       | Fahrzeug                      | Teamkollege | Teamkollege      | Platzierung | Ausfallgrund |
| ---- | ---------- | ----------------------------- | ----------- | ---------------- | ----------- | ------------ |
| 2023 | Iron Dames | Lamborghini Huracán GT3 Evo 2 | Sarah Bovy  | Michelle Gatting | Rang 32     |              |
| 2024 | Iron Dames | Lamborghini Huracán GT3 Evo 2 | Sarah Bovy  | Michelle Gatting | Ausfall     | Unfall       |
| 2025 | Iron Dames | Porsche 911 GT3 R (992)       | Sarah Bovy  | Michelle Gatting | Rang 39     |              |

### Einzelergebnisse in der FIA-Langstrecken-Weltmeisterschaft
| Saison  | Team          | Rennwagen               | 1   | 2   | 3   | 4   | 5   | 6   | 7   | 8   |
| ------- | ------------- | ----------------------- | --- | --- | --- | --- | --- | --- | --- | --- |
| 2018/19 | Kessel Racing | Ferrari 488 GTE         | SPA | LEM | SIL | FUJ | SHA | SEB | SPA | LEM |
| 2018/19 | Kessel Racing | Ferrari 488 GTE         |     |     |     |     | 39  |     |     |     |
| 2019/20 | Iron Lynx     | Ferrari 488 GTE         | SIL | FUJ | SHA | BAH | AUS | SPA | LEM | BAH |
| 2019/20 | Iron Lynx     | Ferrari 488 GTE         | 22  |     |     |     |     |     | 34  |     |
| 2021    | Iron Lynx     | Ferrari 488 GTE         | SPA | POR | MON | LEM | BAH | BAH |     |     |
| 2021    | Iron Lynx     | Ferrari 488 GTE         | 27  | 24  | 26  | 36  | 25  | 27  |     |     |
| 2022    | Iron Dames    | Ferrari 488 GTE         | SEB | SPA | LEM | MON | FUJ | BAH |     |     |
| 2022    | Iron Dames    | Ferrari 488 GTE         | 26  | 30  | 40  | 22  | 24  | 25  |     |     |
| 2023    | Iron Dames    | Porsche 911 RSR         | SEB | POR | SPA | LEM | MON | FUJ | BAH |     |
| 2023    | Iron Dames    | Porsche 911 RSR         | 24  | 23  | 24  | 30  | 26  | 26  | 22  |     |
| 2024    | Iron Dames    | Lamborghini Huracán GT3 | KAT | IMO | SPA | LEM | SAO | AUS | FUJ | BAH |
| 2024    | Iron Dames    | Lamborghini Huracán GT3 |     |     | 19  | 32  | DNF | 28  | 17  | 24  |
| 2025    | Iron Dames    | Porsche 911 GT3 R LMGT3 | KAT | IMO | SPA | LEM | SAO | AUS | FUJ | BAH |
| 2025    | Iron Dames    | Porsche 911 GT3 R LMGT3 | 30  | 26  | 24  | 48  | 21  |     |     |     |

### Einzelergebnisse in der DTM
| Saison | Team           | Hersteller | 1   | 2   | 3   | 4   | 5   | 6   | 7   | 8   | 9   | 10  | Punkte | Rang |
| ------ | -------------- | ---------- | --- | --- | --- | --- | --- | --- | --- | --- | --- | --- | ------ | ---- |
| 2011   | Team Phoenix   | Audi       | HO1 | ZAN | SPI | LAU | NOR | NÜR | BRH | OSC | VAL | HO2 | 0      | –    |
| 2011   | Team Phoenix   | Audi       | 15  | 17  | 17  | 15  | 17  | 16  | 17* | 12  | 14  | 16  | 0      | –    |
| 2012   | Abt Sportsline | Audi       | HO1 | LAU | BRH | SPI | NOR | NÜR | ZAN | OSC | VAL | HO2 | 6      | 19.  |
| 2012   | Abt Sportsline | Audi       | 16  | 20  | 18  | 15  | 17  | 14  | DNF | DNF | 7   | 16  | 6      | 19.  |